# Albacete (prowincja)
Albacete – prowincja w południowo-wschodniej Hiszpanii, współtworząca wspólnotę autonomiczną Kastylia-La Mancha. Graniczy z prowincjami: Cuenca, Walencja, Alicante, Murcja, Grenada, Ciudad Real i Jaén. Stolicą i największym miastem jest Albacete. Prowincję zamieszkuje 397 493 mieszkańców (INE 2008), powierzchnia wynosi 14 926 km².

## Geografia i klimat
Ukształtowanie powierzchni jest dość zróżnicowane. Na północy rozciąga się równina położona na wys. ok. 700 m n.p.m. Na południu można znaleźć tereny górzyste o wysokości ponad 2000 m (łańcuch Sierra de las Cabras w Nerpio). Innymi ważniejszymi łańcuchami górskimi są: Sierra de Alcaraz, Calar del Río Mundo, Calar del Taibilla i Cordillera de Montearagón.
Główne rzeki: Júcar, Segura, Cabriel (dopływ Júcar), Mundo (dopływ Segury) oraz Záncara.
Klimat kontynentalny z dużymi różnicami temperatur, zimy mroźne (-25 °C, najniższa zanotowana temperatura w stolicy prowincji), lata upalne (przekraczające 40 °C). Dość sucho, z wyjątkiem górzystego południa z umiarkowanymi opadami.

## Comarki
W skład prowincji Albacete wchodzą comarki:
- Campos de Hellín
- Llanos de Albacete
- La Mancha del Júcar-Centro
- Manchuela albaceteña
- Monte Ibérico-Corredor de Almansa
- Sierra de Alcaraz y Campo de Montiel
- Sierra del Segura